# Lộ Châu
Lộ Châu (chữ Hán giản thể: 潞州区, âm Hán Việt: Giao khu) là một quận thuộc địa cấp thị Trường Trị, tỉnh Sơn Tây, Cộng hòa Nhân dân Trung Hoa. Lộ Châu có diện tích 289 km², dân số năm 2002 là 280.000 người. Lộ Châu được phân chia thành 2 nhai đạo, 1 trấn và 12 hương.
- Nhai đạo: Trường Bắc, Cố Huyện.
- Trấn: Hoàng Niễn.
- Hương: Điếm Thượng, Đại Tân Trang, Lão Đỉnh Sơn, Phú Thôn, Bình Khẩu, Hậu Bắc Trang, Tiểu Thường, Mã Hán, Quan Thôn, Cố Chương, Tây Bạch Thố, Chướng Đầu.

Từ tháng 9/2018 chính quyền Trung Quốc sáp nhập hai quận Giao và Thành để lập ra quận Lộ Châu.